# Fettuccine

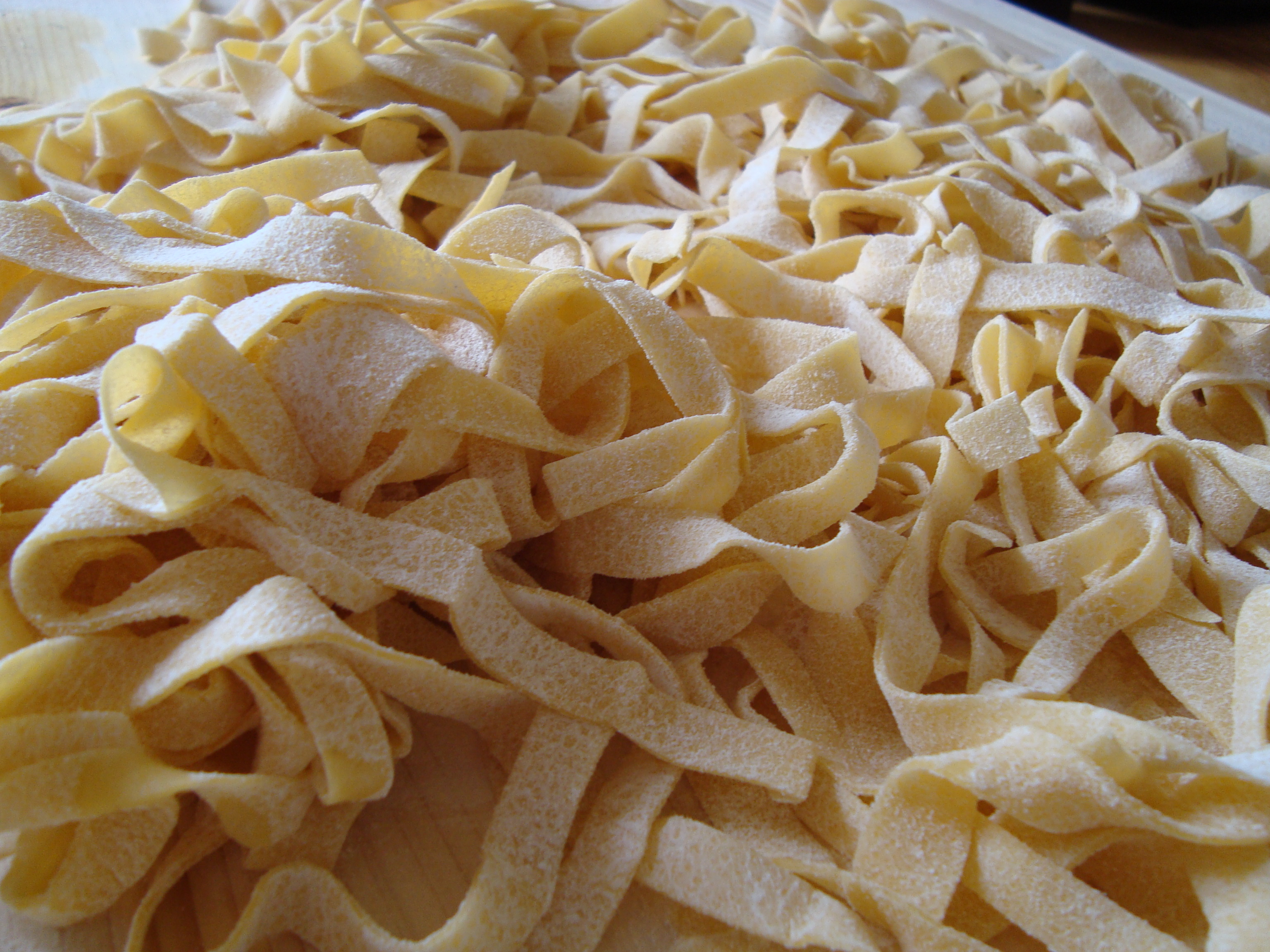
Fettuccine

Fettuccine – makaron typowy dla kuchni włoskiej z rejonu Rzymu w kształcie długich, wąskich wstążek o szerokości 1 cm. Jego szerszą wersją jest Fettuce, a węższą Fetucelle.